# Prva slovenska nogometna liga 2013-2014
La Prva slovenska nogometna liga 2013-2014 (in lingua italiana: Primo campionato calcistico sloveno 2013-2014), detta anche Prva liga Telekom Slovenije 2013-2014 per motivi di sponsorizzazione, abbreviata in 1. SNL 2013-2014, è stata la ventitreesima edizione della massima serie del campionato di calcio sloveno, disputata tra il 3 luglio 2013 e il 25 maggio 2014 e conclusa con la vittoria del Maribor, al suo dodicesimo titolo, quarto consecutivo.
Capocannoniere del torneo fu Mate Eterović (Rudar Velenje), con 19 reti.
Nel ranking UEFA 2013-14, la 1. SNL si piazzò al 27º posto (29º nel quinquennale 2009-2014).

## Formula
Le squadre partecipanti sono dieci e disputano un doppio girone di andata e ritorno per un totale di 36 partite.
La squadra campione di Slovenia è ammessa al secondo turno di qualificazione della UEFA Champions League 2014-2015.
Le squadre classificate al secondo e terzo posto sono ammesse al primo turno di qualificazione mentre la vincitrice della coppa nazionale al secondo turno della UEFA Europa League 2014-2015.
La penultima classificata disputa uno spareggio promozione-retrocessione contro la seconda classificata della 2. SNL mentre l'ultima viene retrocessa.

## Squadre
| Squadre         | Città       | Stadio                      | Stagione 2012-2013   |
| --------------- | ----------- | --------------------------- | -------------------- |
| Celje           | Celje       | Arena Petrol                | 5º posto             |
| Domžale         | Domžale     | Sports Park                 | 3º posto             |
| Gorica          | Nova Gorica | Športni Park                | 6º posto             |
| Koper           | Capodistria | Bonifika                    | 4º posto             |
| Krka            | Novo mesto  | Portoval                    | 3° in Druga Liga     |
| Maribor         | Maribor     | Ljudski vrt                 | Campione di Slovenia |
| Olimpia Lubiana | Lubiana     | Stadio Stožice              | 2º posto             |
| Rudar Velenje   | Velenje     | Stadio municipale Ob Jezeru | 7º posto             |
| Triglav         | Kranj       | Stanko Mlakar               | 8º posto             |
| Zavrč           | Zavrč       | Sports Park                 | 1° in Druga Liga     |

## Classifica
|                     | Pos. | Squadra         | Pt | G  | V  | N  | P  | GF | GS | DR  |
| ------------------- | ---- | --------------- | -- | -- | -- | -- | -- | -- | -- | --- |
| Slovenia (bandiera) | 1.   | Maribor         | 77 | 36 | 24 | 5  | 7  | 78 | 31 | +47 |
|                     | 2.   | Koper           | 69 | 36 | 21 | 6  | 9  | 52 | 36 | +16 |
|                     | 3.   | Rudar Velenje   | 63 | 36 | 18 | 9  | 9  | 55 | 33 | +22 |
|                     | 4.   | Gorica          | 58 | 36 | 16 | 10 | 10 | 60 | 32 | +28 |
|                     | 5.   | Zavrč           | 53 | 36 | 16 | 5  | 15 | 58 | 63 | -5  |
|                     | 6.   | Domžale         | 45 | 36 | 10 | 15 | 11 | 47 | 36 | +11 |
|                     | 7.   | Olimpia Lubiana | 42 | 36 | 12 | 6  | 18 | 38 | 56 | -18 |
|                     | 8.   | Celje           | 37 | 36 | 10 | 7  | 19 | 30 | 58 | -28 |
|                     | 9.   | Krka            | 31 | 36 | 8  | 7  | 21 | 31 | 64 | -33 |
|                     | 10.  | Triglav         | 26 | 36 | 6  | 8  | 22 | 34 | 74 | -40 |

Legenda:

      Campione di Slovenia e ammessa al secondo turno preliminare della UEFA Champions League

      Ammesse alla UEFA Europa League

   Ammessa allo spareggio promozione-retrocessione

      Retrocessa in 2. SNL

### Spareggio promozione-retrocessione
|          | Risultati |          | Luogo e data               |  |
| -------- | --------- | -------- | -------------------------- |  |
| Krka     | n.d.      | Radomlje | Novo Mesto, 31 maggio 2014 |  |
| Radomlje | n.d.      | Krka     | Radomlje, 4 giugno 2014    |  |

Il Dob, primo classificato in Druga slovenska nogometna liga, ha rinunciato ad iscriversi al campionato di massima serie. Al suo posto è stato ammesso il Radomlje, con conseguente cancellazione del play-out.

## Risultati
|                 | Cel     | Dom     | Gor     | Kop     | Krk     | Mar     | Oli     | RuV     | Tri     | Zav     |
| --------------- | ------- | ------- | ------- | ------- | ------- | ------- | ------- | ------- | ------- | ------- |
| Celje           | ––––    | 0-0     | 0-1 0-2 | 0-3 2-3 | 2-0 2-1 | 1-0 0-4 | 2-3 0-0 | 0-1 1-2 | 1-0 2-0 | 2-1 0-3 |
| Domžale         | 4-0 2-0 | ––––    | 1-1     | 0-1 3-1 | 4-0 0-0 | 0-1 1-2 | 1-2     | 0-0     | 2-2 4-1 | 1-1 3-0 |
| Gorica          | 2-0 5-0 | 1-2 1-1 | ––––    | 3-0 0-1 | 1-2 1-0 | 1-2     | 4-1 0-0 | 1-1 0-0 | 3-1 1-1 | 4-0     |
| Koper           | 1-1 2-1 | 1-0 1-1 | 2-1 1-0 | ––––    | 2-1     | 2-1 0-1 | 1-1 0-1 | 1-0 3-1 | 2-0 3-0 | 1-1 2-1 |
| Krka            | 0-1 2-2 | 3-0 0-2 | 1-1 0-1 | 0-1 0-3 | ––––    | 0-5 0-4 | 1-0     | 0-0 1-1 | 2-2 3-0 | 3-4 2-1 |
| Maribor         | 5-1 2-2 | 5-3 0-0 | 1-1 2-0 | 6-1 2-2 | 3-0 3-1 | ––––    | 2-0     | 1-1 0-2 | 1-2 2-1 | 2-1 3-4 |
| Olimpia Lubiana | 0-2 0-1 | 0-3 0-0 | 2-2 0-2 | 1-0     | 5-0 0-1 | 0-3 2-0 | ––––    | 1-2 0-3 | 3-1 1-1 | 3-2     |
| Rudar Valenje   | 1-0     | 3-1     | 2-1 3-2 | 1-0 0-2 | 0-1 4-2 | 0-3 0-1 | 1-2 4-0 | ––––    | 3-0 6-1 | 3-0 2-3 |
| Triglav         | 2-2 0-1 | 0-3 1-0 | 0-1 1-5 | 0-3 2-2 | 1-0 1-1 | 0-1 0-2 | 1-0 5-2 | 1-1 0-1 | ––––    | 1-2 3-1 |
| Zavrč           | 2-1 3-0 | 2-2 0-0 | 0-2 1-3 | 1-0 1-2 | 3-0 2-1 | 1-0 0-4 | 2-1 3-1 | 2-1 1-1 | 2-1 5-1 | ––––    |

## Statistiche

### Classifica marcatori
| Gol |  |  | Giocatore           | Squadra         |
| --- |  |  | ------------------- | --------------- |
| 19  |  |  | Mate Eterović       | Rudar Velenje   |
| 18  |  |  | Massimo Coda        | Gorica          |
| 16  |  |  | Nusmir Fajić        | Maribor         |
| 14  |  |  | Jean-Philippe Mendy | Maribor         |
| 13  |  |  | Marcos Tavares      | Maribor         |
| 11  |  |  | Gianluca Lapadula   | Gorica          |
| 11  |  |  | Joshua Parker       | Domžale         |
| 10  |  |  | Nik Omladič         | Olimpia Lubiana |
| 10  |  |  | Benjamin Verbič     | Celje           |
| 10  |  |  | Goran Galešič       | Koper           |
| 9   |  |  | Matija Smrekar      | Zavrč           |
| 9   |  |  | Jaka Štromajer      | Koper           |

## Verdetti
- Campione di Slovenia:  Maribor
- In UEFA Champions League 2014-2015:  Maribor
- In UEFA Europa League 2014-2015:  Koper,  Rudar Velenje e  Gorica
- Retrocessa in 2. SNL:  Triglav